# Urugvaj (rijeka)
Urugvaj (špa. Río Uruguay; por. Rio Uruguai) je rijeka u Južnoj Americi koja protječe kroz države Brazil, Argentina i Urugvaj, duga je oko 1770 km te s rijekom Paranom oblikuje estuarij La Plata. 
Na rijeci je izgrađena hidroelektrana Salto Grande koja je u vlasništvu Urugvaja i Argentine, a na njoj je izgrađen Salto Grande most za cestovni i željeznički prijevoz.

## Etimologija
Rijeka je dobila ime prema interpretaciji španjolskih doseljenika riječi koju su za rijeku koristili Guaraní Urugua'ý što znači "rijeka obojenih ptica".